# Колония Варбурга
Колония Варбурга — ныне утраченный квартал двухэтажных деревянных домов в Бресте, представлявший собой уникальный для Белоруссии архитектурный ансамбль первой трети XX века.

## История колонии
Двенадцать деревянных двухэтажных домов были построены в 1925—1927 годах на средства еврейской благотворительной организации «Джойнт» для бедных иудейских семей Брест-Литовска. Колония получила название в честь Феликса Морица Варбурга — банкира, возглавлявшего в эти годы «Джойнт» и лично бывшего одним из спонсоров проекта (на его средства был замощён центральный проезд — ныне это Первый Минский переулок). Колония была создана как единое целое — как в организационном, так и в архитектурном плане — помимо жилых домов в колонию входили мастерские, школа, столовая, две прачечных с душевыми. Въезд в колонию был украшен деревянной аркой.
Дома построены в редком для брестщины закопанском стиле деревянной архитектуры по двум незначительно отличающимся друг от друга проектам (с одной или с двумя мансардами), разработанным специально для колонии. Общая площадь восьмиквартирного дома — 250 квадратных метров, каждой квартире принадлежал также дровяной сарай и уборная. Под двумя из домов были оборудованы противопожарные резервуары с гидрантами; четыре колодца обеспечивали колонию водой.
Размеренная жизнь колонии продолжалась недолго. С приходом немецких войск в 1941 году жители колонии были переселены в гетто, а 15 октября 1942 года — расстреляны в числе тридцати тысяч брестских евреев. Здания колонии были превращены в лагерь для советских военнопленных. После возвращения в 1944 году в Брест войск Красной армии лагерь был перепрофилирован для немецких, итальянских и венгерских военнопленных; а после окончания их плена — в 1950 году — дома были отремонтированы и вновь стали жилыми. Только заселили в них уже не евреев, которых в Бресте практически не осталось, а всех.
К концу XX века дома изрядно обветшали и окончательно перестали отвечать современным представлениям о комфорте. Первые пять домов были расселены и снесены в начале двухтысячных годов, на их месте построили общежитие Брестского университета. Снос оставшихся семи домов был запланирован на 2009 год, но жильцов тогда расселить не успели. В 2010 году судьбой колонии заинтересовалась белорусская общественность и пресса. Появились предложения о создании в зданиях колонии этнографического музея и центра еврейской культуры. Однако городскими властями предложения поддержаны не были. Лишь одному из зданий — дому № 12 по Первому Минскому переулку — министерством культуры Белоруссии был присвоен статус историко-культурного памятника.
По состоянию на лето 2013 года из двенадцати зданий колонии оставалось четыре — в руинированном состоянии. Осенью 2016 года был снесён последний дом.